# Pavel Jenyš
Pavel Jenyš (* 2. dubna 1996 Brno) je český hokejový útočník, který hraje 2. nejvyšší českou soutěž za tým LHK Jestřábi Prostějov.

## Hráčská kariéra
Jenyš si svůj debut v české extralize odbyl v dresu Komety během sezony 2013-14. V draftu NHL 2014 si jej na 199. místě vybrala Minnesota Wild. Odsud se Jenyš stěhoval do Severní Ameriky, kde odehrál sezonu v Ontario Hockey League za Sudbury Wolves.
5. května 2015 podepsal Jenyš nováčkovský kontrakt o délce tří let s Minnesotou. 21. listopadu 2018 byl Jenyš vyměněn do Los Angeles Kings za Stepana Falkovskyho.
5. června 2019 podepsal Jenyš roční kontrakt s mateřskou Kometou Brno.

## Statistiky

### Klubová statistika
| Sezóna         | Klub                     | Soutěž         |     | Základní část | Základní část | Základní část | Základní část | Základní část |   | Play off | Play off | Play off | Play off | Play off |
| Sezóna         | Klub                     | Soutěž         | Z   | G             | A             | B             | TM            | Z             | G | A        | B        | TM       |          |          |
| 2013/14        | HC Kometa Brno           | ELH            | 29  | 2             | 0             | 2             | 4             | —             | — | —        | —        | —        |          |          |
| 2014/15        | Sudbury Wolves           | OHL            | 63  | 15            | 30            | 45            | 45            | —             | — | —        | —        | —        |          |          |
| 2014/15        | Iowa Wild                | AHL            | 8   | 0             | 3             | 3             | 0             | —             | — | —        | —        | —        |          |          |
| 2015/16        | Sudbury Wolves           | OHL            | 24  | 4             | 8             | 12            | 16            | —             | — | —        | —        | —        |          |          |
| 2015/16        | Niagara IceDogs          | OHL            | 42  | 11            | 14            | 25            | 20            | 17            | 8 | 9        | 17       | 4        |          |          |
| 2016/17        | Quad City Mallards       | ECHL           | 46  | 12            | 4             | 16            | 8             | 1             | 0 | 0        | 0        | 0        |          |          |
| 2017/18        | Rapid City Rush          | ECHL           | 48  | 17            | 18            | 35            | 29            | —             | — | —        | —        | —        |          |          |
| 2017/18        | Iowa Wild                | AHL            | 9   | 1             | 0             | 1             | 2             | —             | — | —        | —        | —        |          |          |
| 2018/19        | Allen Americans          | ECHL           | 9   | 4             | 0             | 4             | 0             | —             | — | —        | —        | —        |          |          |
| 2018/19        | Ontario Reign            | AHL            | 1   | 0             | 0             | 0             | 0             | —             | — | —        | —        | —        |          |          |
| 2018/19        | Manchester Monarchs      | ECHL           | 24  | 10            | 14            | 24            | 2             | 10            | 3 | 6        | 9        | 0        |          |          |
| 2019/20        | HC Kometa Brno           | ČLH            | 31  | 1             | 1             | 2             | 8             | —             | — | —        | —        | —        |          |          |
| 2019/20        | HC Dynamo Pardubice      | ČLH            | 5   | 2             | 0             | 2             | 2             | —             | — | —        | —        | —        |          |          |
| 2019/20        | SK Horácká Slavia Třebíč | 1. ČHL         | 2   | 0             | 0             | 0             | 0             | —             | — | —        | —        | —        |          |          |
| 2020/21        | HC Košice                | SLH            | 34  | 4             | 3             | 7             | 32            | 1             | 0 | 0        | 0        | 0        |          |          |
| 2021/22        | HC Kometa Brno           | ČHL            | 2   | 0             | 0             | 0             | 0             | 3             | 0 | 2        | 2        | 0        |          |          |
| 2021/22        | HC RT TORAX Poruba 2011  | 1. ČHL         | 47  | 20            | 16            | 36            | 8             | —             | — | —        | —        | —        |          |          |
| 2022/23        | HC Kometa Brno           | ČHL            | 1   | 0             | 0             | 0             | 0             | —             | — | —        | —        | —        |          |          |
| 2022/23        | VHK ROBE Vsetín          | 1. ČHL         | 41  | 9             | 7             | 16            | 14            | 14            | 2 | 1        | 3        | 2        |          |          |
| 2023/24        | HC Kometa Brno           | ČHL            | 10  | 0             | 0             | 0             | 4             | —             | — | —        | —        | —        |          |          |
| 2023/24        | HC LERAM Orli Znojmo     | 1. ČHL         | 35  | 15            | 15            | 30            | 6             | —             | — | —        | —        | —        |          |          |
| ČHL celkově    | ČHL celkově              | ČHL celkově    | 75  | 3             | 1             | 4             | 16            | 4             | 0 | 2        | 2        | 0        |          |          |
| 1. ČHL celkově | 1. ČHL celkově           | 1. ČHL celkově | 128 | 46            | 38            | 84            | 30            | 14            | 2 | 1        | 3        | 2        |          |          |

### Reprezentace
| Rok                    | Tým                    | Soutěž                 | Z | G | A | B | TM |
| ---------------------- | ---------------------- | ---------------------- | - | - | - | - | -- |
| 2013                   | Česko 18               | MIH                    | 4 | 2 | 1 | 3 | 0  |
| Juniorská reprezentace | Juniorská reprezentace | Juniorská reprezentace | 4 | 2 | 1 | 3 | 0  |